# Жечиця (Поддембицький повіт)
Жечиця (пол. Rzeczyca) — село в Польщі, у гміні Задзім Поддембицького повіту Лодзинського воєводства.
Населення — 168 осіб (2011).
У 1975-1998 роках село належало до Серадзького воєводства.

## Демографія
Демографічна структура станом на 31 березня 2011 року:
|          | Загалом | Допрацездатний вік | Працездатний вік | Постпрацездатний вік |
| -------- | ------- | ------------------ | ---------------- | -------------------- |
| Чоловіки | 82      | 17                 | 49               | 16                   |
| Жінки    | 86      | 14                 | 41               | 31                   |
| Разом    | 168     | 31                 | 90               | 47                   |